# 馬克西莫維奇 (桑博爾區)
49°33′45″N 23°10′46″E / 49.56250°N 23.17944°E
馬克西莫維奇（烏克蘭語：Максимовичі），是烏克蘭西部的村莊，隸屬利維夫州的桑比爾區。該村始建於1375年，面積5.35平方公里，海拔高度282米，2001年人口516，人口密度每平方公里96.45人。